# Francis Nelson (Eishockeyspieler)
Francis Augustus Nelson junior (* 24. Januar 1910 in New York City, New York; † 9. März 1973 in Upper Montclair, New Jersey) war ein US-amerikanischer Eishockeyspieler.  

## Karriere
Francis Nelson besuchte die Yale University. Während seines Studiums von 1927 bis 1931 spielte er dort neben vier Jahren Eishockey auch regelmäßig Fußball und Baseball. Darüber hinaus war er Mitglied der Rudermannschaft an der Yale University. Unmittelbar im Anschluss an sein Studium stieg er ins Versicherungsgeschäft ein, in dem er bis zu seinem Tod arbeitete, wobei er jedoch seine Tätigkeit für die Teilnahme an den Winterspielen 1932 unterbrach. 

### International
Für die USA nahm Nelson an den Olympischen Winterspielen 1932 in Lake Placid teil, bei denen er mit seiner Mannschaft die Silbermedaille gewann. Er selbst erzielte im Turnierverlauf in fünf Spielen ein Tor. 

## Erfolge und Auszeichnungen
- 1932 Silbermedaille bei den Olympischen Winterspielen